# ماشین حسابداری

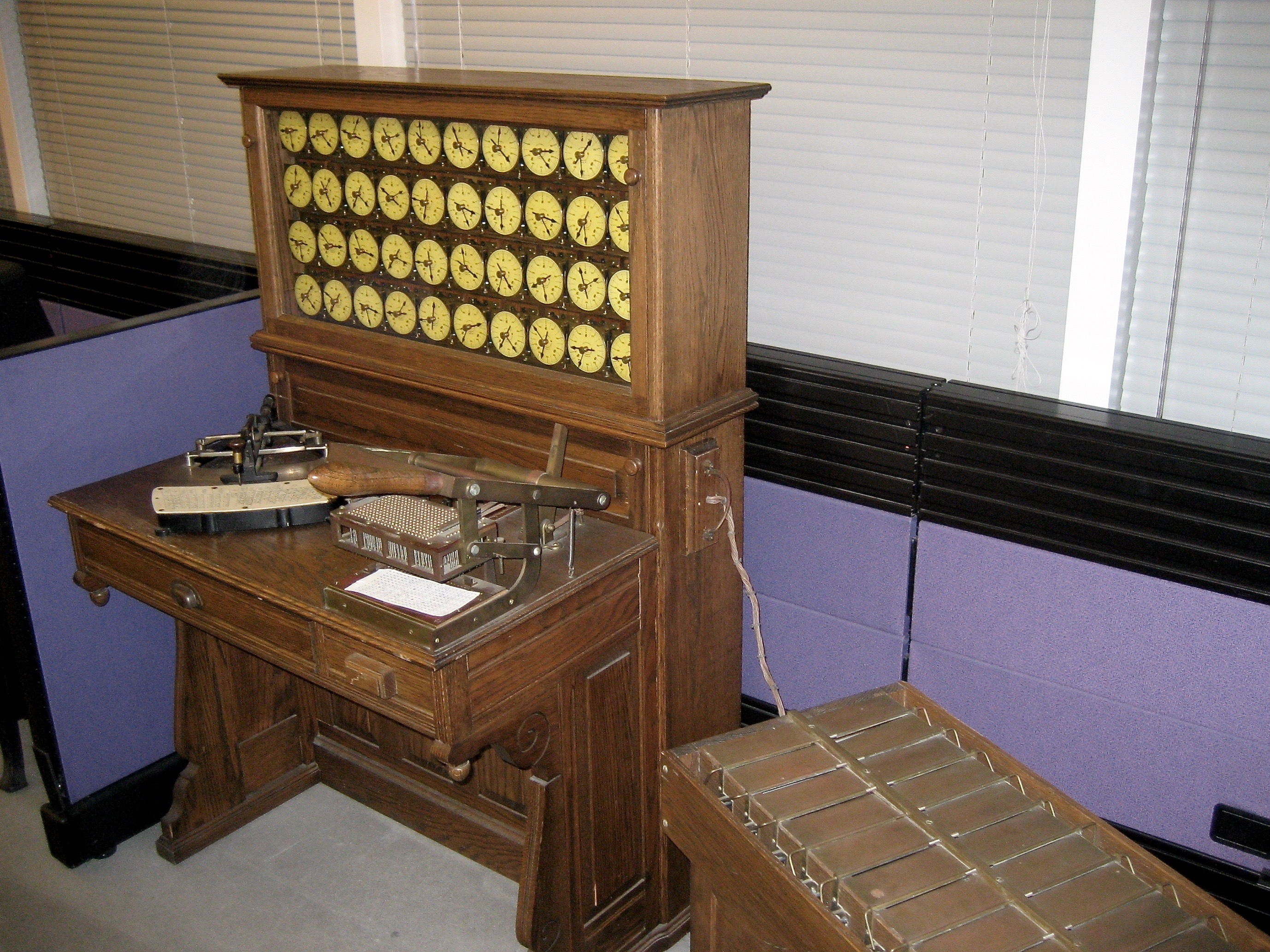
ماشین حسابداری هولریث، طراحی شده توسط هرمان هولریث در ۱۸۹۰

ماشین حسابداری (به انگلیسی: Tabulating machine) یا ماشین حساب الکتریکی، یک دستگاه الکترومکانیکی بود، که با هدف کمک به خلاصه کردن اطلاعات ذخیره شده در کارت‌های پانچ، طراحی شده بود. این دستگاه در دهه ۱۸۸۰ توسط هرمان هولریث اختراع شد و نخستین بار، بمنظور پردازش داده‌ها در سرشماری سال ۱۸۹۰ ایالات متحده مورد استفاده قرار گرفت. مدل‌های بعدی این دستگاه، به‌طور گسترده‌ای برای برنامه‌های کاربردی تجاری در حوزه‌های حسابداری و کنترل موجودی مورد استفاده قرار گرفت. ماشین حسابداری در صنعت پردازش اطلاعات و در کلاس ماشین‌آلات و تجهیزات ذخیره‌سازی واحد، طبقه‌بندی می‌شد.